# جان جسنر لیندزی
جان جسنر لیندزی (انگلیسی: John Jesnor Lindsay؛ زاده ۲۸ فوریه ۱۹۳۹) یک کارگردان پورنوگرافی و عکاس اهل اسکاتلند است.